# Aldie (Schotland)
Aldie  is een dorp in de buurt van Tain in Ross and Cromarty in de Schotse Hooglanden.